# 神谷明良
神谷 明良（かみや あきよし、1988年7月15日 - ）は、日本の芸能記者、芸能リポーター。愛知県名古屋市出身。

## 来歴
愛知県名古屋市中村区生まれ。愛知県立名古屋南高等学校を卒業後、上京。駒澤大学経済学部商業科を卒業。
大学卒業後は、学生時代からアルバイトをしていたフリーアナウンサー事務所『エス・オー・プロモーション』に就職。
DJ OSSHYのマネージャーをしていた。しかし、1年余りで退職。その後、芸能リポーターの松本佳子の弟子として芸能記者に転身。『週刊女性』（主婦と生活社）の芸能記者として3年ほど活動していた。その後、松本佳子のもとを離れ独立。同タイミングで『女性自身』（光文社）の芸能記者に移籍した。

## 人物・エピソード
- CHAGE&ASKAのファンで、特にASKAの大ファン。薬物疑惑についてのASKA本人への直撃取材では、緊張して聞きたい事が聞けなかったという。
- 20代の現役記者としては珍しく、テレビなどのメディア出演をしている。
- 2016年11月21日、『バイキング』（フジテレビ）に初出演し、そこで矛盾発言。司会の坂上忍から「君、初登場だけどさ、すげぇゲスっぷりだぞ!?」と指摘される。本人もゲス記者と自称している。

## 出演番組

### TV
- バイキング（フジテレビ）-月曜不定期
- バイキング・ゴールデン! 坂上忍と怒れるニュースな芸能人〜あの事件の真相ぶっちゃけSP〜（フジテレビ）

### インターネットテレビ
- 松本佳子のにちよる（ニコニコ生放送）
- 日曜の夜なのに。～ホロ酔い芸能人のアブナイ宴～（ニコニコ生放送）
- ウーマンラッシュアワー中川パラダイスの土曜The NIGHT #28（AbemaTV）